# Eldest Daughter Syndrome
Das Eldest Daughter Syndrome (EDS; deutsch: Älteste-Tochter-Syndrom oder Große-Schwester-Syndrom) beschreibt ein psychologisches und soziales Phänomen, bei dem erstgeborene Töchter unverhältnismäßig stark familiären Verantwortungen und Belastungen ausgesetzt sind. Die Ursachen liegen häufig in kulturellen Normen, elterlichen Erwartungen und Geschwisterdynamiken.  Betroffene berichten unter anderem von erhöhtem Stresserleben und Gefühlen der Angst. Darüber hinaus können langfristige Auswirkungen auf das Selbstwertgefühl und die Identitätsentwicklung auftreten.

## Begriff und Definition
Das Eldest Daughter Syndrom (EDS) beschreibt die psychologischen und sozialen Belastungen, denen älteste Töchter innerhalb der Familie ausgesetzt sein können. Grundlage des Konstrukts sind spezifische Erwartungen und Verantwortungen, die Betroffene aufgrund ihres weiblichen Geschlechts und ihrer Rolle als Erstgeborene übernehmen müssen. Diese Belastungen können langfristige Auswirkungen auf das Leben der Betroffenen haben. Obwohl das Phänomen als Syndrom bezeichnet wird, handelt es sich nicht um eine psychiatrische Diagnose, sondern um einen Begriff, der ältesten Schwestern dabei hilft, ihre spezifischen Belastungsfaktoren und Verhaltensmuster besser einzuordnen.
Sowohl älteste Töchter als auch älteste Söhne haben in ihrer Rolle in der Familie oft Verantwortung zu tragen, wobei es geschlechtsspezifische Unterschiede gibt. Älteste Töchter übernehmen tendenziell häufiger emotionale Pflichten und Fürsorgeaufgaben, während der Fokus bei ältesten Söhnen stärker auf Unabhängigkeit und Erfolg liegt.

### Charakteristische Verhaltensweisen
Im Vergleich zu ihren Geschwistern weisen älteste Töchter häufig bestimmte Persönlichkeitsmerkmale auf. Diese können durch familiäre Erwartungen, Geschwisterrollen und kulturelle Normen geprägt sein. Besonders ihre Position als Erstgeborene spielt dabei eine zentrale Rolle.
Betroffene beschreiben häufig die folgenden Verhaltensweisen:
- Frühe Verantwortungsübernahme: Älteste Töchter betreuen oft bereits in jungen Jahren ihre jüngeren Geschwister oder übernehmen familiäre Pflichten im Haushalt.
- Hohe Ansprüche an sich selbst: Sie zeigen häufig ausgeprägten Perfektionismus und setzen sich selbst unter hohen Leistungsdruck.
- Ausgeprägte Hilfsbereitschaft: Viele haben die Neigung, sich um andere Personen zu kümmern und Verantwortung für deren Wohlbefinden zu übernehmen.
- Starker Ehrgeiz: Älteste Töchter sind häufig leistungsorientiert und verfolgen ambitioniert ihre Ziele.
- Neigung zu Führungsrollen: Sie übernehmen oft Verantwortung in sozialen Gruppen und entwickeln dadurch ausgeprägte Führungskompetenzen.
- Angst vor Fehlern: Viele verspüren einen starken Druck, fehlerfrei zu handeln, was Stress und Versagensängste nach sich ziehen kann.
- Emotionale Belastung: Die Verantwortung innerhalb der Familie kann insbesondere in Konfliktsituationen zu hoher emotionaler Belastung führen.
- Selbstbewusstsein und psychischer Druck: Während viele älteste Töchter selbstsicher auftreten, können verschiedene familiäre Erwartungen und Belastungen langfristig zu erhöhtem psychischen Druck führen.[6]

Die mit der Position der ältesten Tochter einhergehende und oft als übermäßig oder unangemessen empfundene Verantwortung kann zudem dazu führen, dass Betroffene Schwierigkeiten haben, eigene Grenzen zu setzen und auf ihre eigenen Bedürfnisse Rücksicht zu nehmen. Außerdem fällt es betroffenen Personen oft schwer, andere um Hilfe zu bitten. Übermäßiger Ehrgeiz und Schwierigkeiten beim Setzen von Grenzen erhöhen das Risiko, dass ältere Schwestern ein Burnout entwickeln.

## Ursachen
Die psychologische Basis des Eldest Daughter Syndrome (EDS) wird häufig in der Kindheit gesehen. Die Psychologin Stefanie Stahl erklärt, dass prägende Erfahrungen in frühen Lebensabschnitten das Selbstbild und spätere Verhaltensweisen beeinflussen. Durch das frühzeitige Übernehmen von Verantwortung innerhalb der Familie, beispielsweise in der Betreuung jüngerer Geschwister oder bei Haushaltsaufgaben, sowie durch hohe Erwartungen an älteste Töchter hinsichtlich emotionaler Unterstützung, können sich tief verankerte Glaubenssätze entwickeln. Diese beziehen sich oft auf das Gefühl einer Verpflichtung, andere zu unterstützen. Solche Überzeugungen sind besonders stark ausgeprägt, wenn die Familie zusätzlichen Belastungsfaktoren ausgesetzt ist, beispielsweise finanziellen Schwierigkeiten oder einer Erkrankung der Eltern. In diesen Fällen kann der Druck, Verantwortung zu übernehmen, noch intensiver wahrgenommen werden. Eine zentrale Rolle spielt zudem die geschlechtsspezifische Erwartungshaltung. Während erstgeborene Söhne ebenfalls hohen Anforderungen unterliegen können, werden von ältesten Töchtern zusätzlich traditionelle Aufgaben im Haushalt und in der Betreuung jüngerer Geschwister erwartet.
Die Psychologin Anja Kalisch-Hinz nennt in einem Interview einen oft unzureichend entwickelten Selbstrespekt und fehlende Selbstliebe als Ursachen für das Eldest Daughter Syndrome. Sie führt dies darauf zurück, dass der Fokus betroffener Frauen bereits in der Kindheit stark auf die Bedürfnisse anderer Familienmitglieder gerichtet war.

### Verhaltenspsychologische Theorien
Aus verhaltenspsychologischer Sicht können verschiedene Theorien das Eldest Daughter Syndrome erklären und verstärken:
1. Rollenmodell-Theorie: Älteste Töchter nehmen ihre Mütter als Vorbild und orientieren sich an deren Verhalten, während sie ihre eigene geschlechtsspezifische Rolle entwickeln. In diesem Prozess übernehmen sie oft Verhaltensweisen, die gesellschaftlich mit Weiblichkeit assoziiert sind.
2. Geschlechtstypisierungs-Theorie: Bereits in der Kindheit werden Kindern je nach Geschlecht unterschiedliche Aufgaben zugewiesen. Diese basieren häufig auf der traditionellen Vorstellung, dass Haushaltsaufgaben mit Weiblichkeit verbunden sind. Geschlechtstypisierung kann auch unbewusst erfolgen und selbst Eltern betreffen, die sich für Geschlechtergleichstellung einsetzen, beispielsweise wenn ältere Töchter häufiger bei Tätigkeiten wie Putzen oder Einkaufen eingebunden werden.
3. Arbeitssubstitutions-Theorie: Mit dem gesellschaftlichen Fortschritt in Richtung Geschlechtergleichstellung sind viele Mütter berufstätig, wodurch ihnen weniger Zeit für Betreuungs- und Haushaltsaufgaben bleibt. In vielen Fällen übernehmen daher älteste Töchter verstärkt diese Aufgaben und tragen eine größere Verantwortung innerhalb des Haushalts.[12]

### Evolutionsbiologische Erklärungsansätze
Studien zeigen, dass die adrenale Pubertät bereits voranschreitet, während das Einsetzen der Menstruation noch ausbleibt. Forschende gehen davon aus, dass diese Entwicklung eine adaptive Funktion haben könnte. Sie könnte erstgeborenen Töchtern ermöglichen, frühzeitig soziale und kognitive Reife zu erlangen, um jüngere Geschwister zu betreuen, während sie selbst noch nicht fortpflanzungsfähig sind. Dadurch könnte verhindert werden, dass die Betreuung durch eine eigene frühe Mutterschaft erschwert oder gefährdet wird.
Aus evolutionsbiologischer Perspektive kann die frühere Reifung ältester Töchter als Anpassungsprozess interpretiert werden. Eine schnellere körperliche und kognitive Entwicklung könnte ihnen ermöglicht haben, ihre Mütter früher bei der Versorgung jüngerer Geschwister zu unterstützen. Insbesondere in herausfordernden Zeiten könnte diese Strategie zum Fortbestand der Familie beigetragen haben.
Jennifer Hahn-Holbrook, Assistenzprofessorin für Psychologie an der University of California, beschreibt, dass eine frühere soziale Reife vor allem in stressreichen Umfeldern von Vorteil sein kann.

### Auswirkungen von pränatalen Belastungen
Forschungsarbeiten legen nahe, dass psychologische Belastungen der Mutter während der Schwangerschaft mit einem früheren Beginn der adrenalen Pubertät bei erstgeborenen Töchtern in Verbindung stehen können. Eine US-amerikanische Längsschnittstudie weist darauf hin, dass dabei ein erhöhter Spiegel des Hormons Dehydroepiandrosteronsulfat (DHEA-S) eine zentrale Rolle spielt. Dieses Hormon ist sowohl an körperlichen als auch an sozialen und kognitiven Reifungsprozessen beteiligt. Dieses Phänomen kann bei Jungen oder jüngeren Geschwistern nicht beobachtet werden.

## Gesellschaftliche Zusammenhänge
Das Phänomen steht in Verbindung mit patriarchalen Strukturen, die erstgeborenen Töchtern eine besonders hohe Verantwortung und Belastung zuweisen. Die geschlechtsspezifische Arbeitsteilung im Haushalt, die im Erwachsenenalter vorherrscht, zeigt sich bereits in der Kindheit. Studien zufolge verbringen Mädchen im Alter von fünf bis 14 Jahren rund 40 % mehr Zeit mit häuslichen Aufgaben als Jungen. Durch frühzeitige familiäre Verpflichtungen werden sie bereits in jungen Jahren in eine Erwachsenenrolle gedrängt, was auch als Parentifizierung bezeichnet werden kann. Dies kann das Wohlbefinden ältester Töchter beeinträchtigen und sich langfristig auf ihre persönliche Entwicklung auswirken.
Des Weiteren können die geschlechtsspezifischen Ungleichheiten bei der Verteilung von Haushaltsaufgaben dazu führen, dass diese Unterschiede über Generationen hinweg weitergegeben werden.
Auch im globalen Kontext trägt das Eldest Daughter Syndrome zu Geschlechterungleichheiten bei. Sowohl in Europa als auch in den USA arbeiten viele Migrantinnen als Haushaltskräfte, darunter zahlreiche philippinische Mütter. Während ihre Arbeit dazu beiträgt, dass ihre Arbeitgeber im Zielland häusliche Pflichten auslagern und damit teilweise von Geschlechterungleichheiten im Haushalt entlastet werden, führt dies gleichzeitig zu einer Belastung der ältesten Töchter in den Herkunftsländern. Diese übernehmen oft die Rolle einer Ersatzmutter und tragen die Hauptverantwortung für den Haushalt. Die durch das Eldest Daughter Syndrome verstärkte Geschlechterungleichheiten werden somit von einer Weltregion in eine andere verlagert, bleiben jedoch weiterhin bestehen.

## Auswirkungen

### Psychische Belastungen
- Angst und Stress: Der anhaltende Druck, Erwartungen zu erfüllen, kann zu erhöhtem Stress und chronischer Angst führen.
- Geringes Selbstwertgefühl: Ein ausgeprägter Perfektionismus und die ständige Sorge, andere zu enttäuschen, können das Selbstwertgefühl beeinträchtigen.
- Identitätskonflikte: Viele Betroffene haben Schwierigkeiten, eine eigene Identität außerhalb der Familie zu entwickeln, was zu Unsicherheiten in Bezug auf persönliche Ziele und Wünsche führen kann.
- Beziehungsprobleme: Herausforderungen bei der Abgrenzung gegenüber Familienmitgliedern und das Bedürfnis, Verantwortung zu übernehmen, können sich auf freundschaftliche und romantische Beziehungen auswirken.[17]

### Positive Aspekte
Neben den Herausforderungen können mit der Rolle der ältesten Tochter auch wertvolle Fähigkeiten verbunden sein:
- Führungsqualitäten: Erfahrungen in der familiären Verantwortung können zu starken Führungsfähigkeiten in anderen Lebensbereichen beitragen.
- Unabhängigkeit: Die frühe Übernahme von Aufgaben kann eine ausgeprägte Problemlösungskompetenz und Selbstständigkeit fördern.
- Empathie und Fürsorge: Viele Betroffene entwickeln eine besondere Fähigkeit zur Unterstützung und Fürsorge für andere.[18]

## Biologische Aspekte
Wissenschaftliche Studien deuten darauf hin, dass die Pubertät bei erstgeborenen Töchtern in bestimmten Fällen früher einsetzen könnte als bei ihren jüngeren Geschwistern. Forscher der University of California untersuchten im Rahmen einer 15-jährigen Langzeitstudie Familien und stellten fest, dass die Produktion von Geschlechtshormonen in der Nebenniere bei ältesten Töchtern früher beginnt. Dies kann körperliche Veränderungen zur Folge haben, darunter Hautveränderungen oder ein früheres Wachstum der Körperbehaarung. Trotz früherer Anzeichen der adrenalen Pubertät, setzt die Menstruation nicht früher ein. Bei erstgeborenen Söhnen konnte dieses Phänomen nicht beobachtet werden.

### Unterschiede zu anderen Formen der Pubertät
Im Gegensatz zur gonadalen Pubertät, die bei Mädchen durch die Brustentwicklung oder den Beginn der Menstruation und bei Jungen durch den Stimmbruch oder das Wachstum von Gesichtsbehaarung gekennzeichnet ist, betrifft die adrenale Pubertät vor allem die Hormonproduktion in der Nebenniere.
Neben den körperlichen Veränderungen ist die adrenale Pubertät auch mit kognitiven und sozialen Reifungsprozessen verbunden. Forschungen zeigen, dass sich in dieser Entwicklungsphase Gehirnstrukturen verändern, die für soziale und emotionale Reife entscheidend sind.

## Bewältigungsstrategien
Personen, die unter dem Eldest Daughter Syndrome leiden, können bestimmte Verhaltensmuster entwickeln, die mit erhöhtem Druck und emotionaler Belastung einhergehen. Empfehlungen aus der Psychologie raten dazu, sich bewusst mit bestimmten Denkmustern auseinanderzusetzen, was helfen kann, den eigenen Stress zu reduzieren und eine gesündere Selbstwahrnehmung zu entwickeln.
- Perfektionismus beim Dating loslassen: Viele Betroffene empfinden zwischenmenschliche Beziehungen, insbesondere Partnerschaften, als Herausforderungen, in denen sie sich beweisen müssen. Dies kann dazu führen, dass älteste Töchter übermäßige Anstrengungen unternehmen, um gemocht zu werden. Ein Perspektivenwechsel kann hilfreich sein, indem Betroffene ihre Aufmerksamkeit nicht darauf richten, anderen zu gefallen, sondern stärker darauf achten, ob sie selbst mit der anderen Person harmonieren.
- Kontrollverhalten reduzieren: Frühe Erfahrungen in der Kindheit können dazu führen, dass Betroffene ein starkes Bedürfnis entwickeln, Situationen und Emotionen anderer zu kontrollieren. Dies äußert sich oft in dem Versuch, Gespräche und zwischenmenschliche Dynamiken bewusst zu steuern, um Unsicherheiten zu vermeiden. Ein bewusster Verzicht auf übermäßige Kontrolle kann sich positiv auf Beziehungen auswirken, da Verletzlichkeit oft tiefere Verbindungen ermöglicht als kontrollierendes Verhalten.
- Eigene Bedürfnisse stärker berücksichtigen: Viele älteste Töchter neigen dazu, ihre eigenen Wünsche hinter die Bedürfnisse anderer zurückzustellen. Langfristig kann dies zu unausgewogenen Beziehungen und Frustration führen. Eine bewusste Selbstfürsorge ist wichtig, um ein gesundes Gleichgewicht zwischen Rücksichtnahme auf andere und der Wahrnehmung der eigenen Bedürfnisse zu entwickeln. Bereits kleine Entscheidungen im Alltag können dazu beitragen, ein gestärktes Bewusstsein für die eigenen Bedürfnisse zu entwickeln.[21]
- Klare Grenzen setzen: Das bewusste Festlegen von persönlichen Grenzen kann dabei helfen, eine Balance zwischen familiären Verpflichtungen und dem eigenen Wohlbefinden zu schaffen. Dazu gehört auch die Fähigkeit, „Nein“ zu sagen, wenn Anforderungen die eigenen Kapazitäten übersteigen.
- Verantwortung teilen: Viele Betroffene fühlen sich verpflichtet, sämtliche Aufgaben und Verantwortungen allein zu übernehmen. Das aktive Abgeben von Aufgaben an andere Familienmitglieder kann den Druck verringern und eine gerechtere Verteilung häuslicher Pflichten ermöglichen.
- Stressbewältigungsstrategien anwenden: Techniken wie Atemübungen, Meditation oder körperliche Aktivität können helfen, Stress abzubauen und emotionale Belastungen zu reduzieren. Auch Zeitmanagement-Strategien und eine bewusste Organisation des Alltags können dazu beitragen, Überforderung vorzubeugen.
- Soziale Unterstützung suchen: Der Austausch mit Personen, die ähnliche Erfahrungen gemacht haben, kann helfen, neue Perspektiven zu gewinnen, Unterstützung zu erhalten und den eigenen Herausforderungen mit mehr Selbstbewusstsein zu begegnen.
- Freizeit und Erholung priorisieren: Das Einplanen von regelmäßiger Zeit für persönliche Interessen und Hobbys kann einen wichtigen Ausgleich zum familiären und beruflichen Alltag darstellen.
- Mitgefühl für sich selbst entwickeln: Viele älteste Töchter neigen zu übermäßiger Selbstkritik. Ein bewusster Umgang mit den eigenen Erwartungen und eine wertschätzende Haltung sich selbst gegenüber können dabei helfen, langfristig ein gesundes Selbstbild zu entwickeln.[22]

## Mediale Rezeption
Der Begriff Eldest Daughter Syndrome rückt durch die Therapeutin Kati Morton in den Fokus der medialen Aufmerksamkeit, die auf der Plattform TikTok ein Video veröffentlichte, in dem sie über das Phänomen sprach. Sie beschreibt den Begriff als eine Bezeichnung für die zusätzlichen häuslichen Aufgaben, die älteste Töchter im Vergleich zu ihren Geschwistern häufig übernehmen müssen.
Auf der Plattform TikTok erfreut sich der Begriff #EldestDaughterSyndrome großer Beliebtheit und wurde bereits mehr als 16 Millionen aufgerufen.
Ein Vorläufer des Konzepts des Eldest Daughter Syndrome findet sich bereits in der griechischen Mythologie. Hestia, die Göttin des Herdfeuers und der Häuslichkeit, war die älteste Tochter der Titanen Kronos und Rhea und kann als frühzeitiges Beispiel für dieses Rollenbild betrachtet werden. In der Literatur wird das Motiv der verantwortungsbewussten ältesten Tochter unter anderem in Jane Austens Stolz und Vorurteil dargestellt. Die Figur Jane Bennet ist die älteste der fünf Bennet-Schwestern und übernimmt eine besondere Rolle und Verantwortung innerhalb der Familie. Auch in der Popkultur gibt es zahlreiche Darstellungen der ältesten Schwester und ihrer besonderen Verantwortung. In Die Sopranos verkörpert Meadow Soprano die älteste Tochter der kriminellen und dysfunktionalen Familie Soprano. Während sie teilweise verwöhnte Züge zeigt, ist sie im Vergleich zu ihrem jüngeren Bruder einem deutlich höheren Druck ausgesetzt. Ein weiteres Beispiel ist die Figur Fiona Gallagher aus der Serie Shameless.

## Kritik und alternative Perspektiven
Bisher gibt es keine wissenschaftlichen Belege, die einen eindeutigen Zusammenhang zwischen der Geburtsreihenfolge und spezifischen Persönlichkeitseigenschaften nachweisen. Forschungsergebnisse legen nahe, dass die Position in der Geschwisterreihe lediglich ein Faktor unter vielen ist, der die Persönlichkeitsentwicklung beeinflussen kann. Weitere relevante Aspekte sind unter anderem familiäre Dynamiken, der sozioökonomische Hintergrund und der Erziehungsstil der Eltern.
Zudem wird angemerkt, dass nicht nur älteste Töchter von den beschriebenen Verhaltensweisen betroffen sein können. Auch ältere Brüder erleben häufig vermehrte Verantwortung innerhalb der Familie und werden in bestimmte Rollen gedrängt, was in sozialen Medien unter Hashtags wie #MannImHaus oder #Aufpasser diskutiert wird.